# Dossier Dozijn Min Twee
Dossier Dozijn Min Twee is een stripalbum van Agent 327, getekend door Martin Lodewijk, waarin tien van de oudste avonturen van Agent 327 (stammend uit 1967-1972) staan, namelijk: Dossier K-1 en K-2, M, N, O, P, Q, R, S en T. De losse dossiers zijn voor het eerst verschenen in stripweekblad Pep in 1967 (nr. 27, 28, 43 en 52), 1968 (nr. 48, 49, 50 en 52), 1969 (nr. 32) en 1972 (nr. 34). Het album is het achtste deel van de Oberon/Eppo-reeks, in 1981 uitgegeven door Oberon, en het 2e deel van de nieuwe (op tekst bijgewerkte en opnieuw ingekleurde) reeks die in de jaren 2000 werd uitgegeven door Uitgeverij M en Uitgeverij L.

## Inhoud

### Dossier K-1
Agent 327 moet de president van Brazuela onderscheppen die gevangen gehouden wordt in Nederland. In zijn speurtocht stuit 327 op Boris Kloris die de president gevangen houdt. Kloris neemt 327 ook gevangen en ontvoert beide per vliegtuig naar Venezilië. Vlak voordat Boris 327 uit het vliegtuig wil gooien, weet 327 de president mee te nemen in zijn val.

### Dossier K-2
Dit is een vervolg op dossier K-1.
Agent 327 weet zijn val te breken en belandt met de president veilig in de oceaan. Beide mannen worden spoedig opgepikt door een voorbijvarend passagiersschip en omdat de kapitein het verhaal van 327 en de president niet gelooft, moeten ze de verdere reis aardappels schillen en afwassen.
Even later komt Kloris aan een parachute naar beneden en ook hij moet aardappels schillen.

### Dossier M
IJzerbroot moet de Chef helpen om de Engelse geheim agent James Nulnul te ontvangen. Omdat het maar een saaie boel in Nederland is, besluit de Chef een hinderlaag te ensceneren zodat 327 aan Nulnul kan duidelijk maken hoe in Nederland spionnen worden aangepakt. Als 327 eenmaal met Nulnul rondrijdt, loopt hij in een hinderlaag van Boris Kloris. 327 neemt aan dat het om de geënsceneerde hinderlaag van de Chef gaat. Eenmaal afgeschud blijkt het om de echte Boris Kloris te gaan en Nulnul is danig onder de indruk.

### Dossier N
Oud en Nieuw. De minister van Buitenlandse Zaken komt een nieuw apparaat, een scrambler, inwijden. Het apparaat is door de CIA verstuurd in een oliebol. Als 327 de oliebol naar de radiokamer moet brengen, raakt de oliebol verward met andere oliebollen. 327 weet nog net op tijd de scrambler terug te vinden.

### Dossier O
Agent 327 moet naar de Himalaya om daar het verloren gegane supergeheime wapen NL-5 van de meteorologische dienst op te halen. Onder leiding van Sir Edmond Hilarity (parodie op Sir Edmund Hillary) en met Barend beklimt 327 een berg waar de NL-5 moet liggen. Aangekomen blijkt de NL-5 echter gebruikt te worden als voetbal door Yeti's.

### Dossier P
IJzerbroot moet op kantoor verschijnen, incognito zoals altijd. Deze keer zal hij als menselijke kanonskogel naar zijn werk worden afgeschoten. Zonder dat 327 dat weet, heeft Boris Kloris het kanon laten richten naar een andere 'ontvangstruimte' om daar de geheimen van de Nederlandse Staat aan 327 te ontfutselen. Na veel gedoe weet 327 te ontsnappen.

### Dossier Q
Barend moet voor de avondschool een moeilijke scheikunde-opgave oplossen en vraagt 327 om hulp. IJzerbroot zondert zich een lange periode af en komt uiteindelijk met de oplossing: E=mc².

### Dossier R
Op oudejaarsavond moet 327 een reageerbuisje met de nieuwste, uiterst explosieve, raketbrandstof bewaren. Als IJzerbroot op kantoor struikelt, raakt het buisje verward met het vuurwerk van Barend. Als Barend het vuurwerk en een oude kerstboom buiten wil verbranden, explodeert de boel en schiet de kerstboom de ruimte in.

### Dossier S
De Chef en 327 gaan met de voetbalsupporters van Ajakkes naar Columbuela. De generaal van dat land wil dat zijn land de voetbalwedstrijd tegen Ajakkes wint en laat de Chef ontvoeren om dit af te dwingen. 327 neemt zelf deel aan de wedstrijd en door middel van schoppen in eigen doel weet 327 Ajakkes te laten verliezen.

### Dossier T
IJzerbroot moet een atleet helpen om het olympisch vuur per vliegtuig over te brengen van Athene naar München. Als onderweg het vuur wordt gedoofd, weet 327 nog net dat er een sigaret is aangestoken met de olympische vlam. Rokend laat 327 de atleet verder naar München reizen. Te uitgeput door de sigaretten, kan de atleet de vlam uiteindelijk niet meer aansteken, zodat 327 dit moet doen.